# Old Surehand (film)
Old Surehand 1. díl je western z roku 1965, ze série německých filmů na námět Karla Maye, který režíroval Alfred Vohrer. Hrají v něm Stewart Granger, Pierre Brice, Letitia Roman a Larry Pennell.

## Zápletka
Banda lupičů vedená „generálem“ přepadne vlak Union Bank Railway-Insurance (U. B. R. I.) Ltd. s penězi na výplaty. Krátce nato část bandy na útěku před indiány, kterým postříleli bizony, zabije syna farmáře Mac Hara a nastraží to tak, aby to vypadalo, že za jeho smrt mohou indiáni.
Old Surehand právě včas osvobodil cestující, které banditi uvěznili ve vlaku krátce předtím, než byl vyhozen do povětří; nyní pokračuje po jejich stopách. Cestou do Mason City se Surehand setká se starým zlatokopem Benem a vezme ho do města, kde se Ben seznámí se svou neteří Judith a jejím snoubencem Tobym, který pracuje jako právník pro soudce Edwardse. Soudce Edwards informuje Surehanda, že stále nemá žádné nové informace o vrahovi jeho bratra.
Tou-Wan, syn náčelníka Komančů Maki-moteha, který se chce v Mason City domoci spravedlnosti proti útokům banditů, je jimi uprostřed města zavražděn, a zavražděn je i zlatokop Ben, který se svým nálezem zlata naložil až příliš neopatrně. Za vraždami stojí „generál“; ten chce zabitím bizona a náčelníkova syna podnítit indiány, aby se chopili zbraní proti bělochům a on jim mohl prodávat zbraně.
Komančové skutečně vykopou válečnou sekeru, aby pomstili vraždu náčelníkova syna, a unesou Tobyho a Judith, aby je nechali zemřít na hranici. Old Surehand slíbí, že odhalí skutečné vrahy, a podaří se mu je zachránit.
Lupiči se chtějí Old Surehanda zbavit a podnítí dívku Delii, aby Surehanda a jeho společníky během noclehu na staré poště omámila vínem. Surehand však plán prokoukne a čekající bandity zneškodní. Mezitím byl Toby zajat „generálem“ a uvězněn v jeskyni. Vinnetouovi se podaří nepozorovaně vplížit do jeskyně a přeříznout Tobyho pouta.
„Generál“ vybavil Komanče vadnými náboji a ti nastražili léčku, aby zaútočili na vojenskou skupinu kapitána Millera. Old Surehand ho však včas varuje a společně s Vinnetouem se mu podaří přesvědčit Maki-moteha o „generálově“ nekalé hře. Indiáni a vojáci uspořádají přestřelku, čímž přilákají bandity a společně je porazí. Když si „generál“, který má na svědomí i vraždu Surehandova bratra, vezme na útěku Old Wabblea jako rukojmí, Surehand ho dobře mířenou ranou dorazí.

## Produkce
Hned po skončení natáčení Vinnetou 3. díl začalo 23. srpna 1965 natáčení Old Surehand 1. díl, protože tento film měl být uveden do kin před Vánocemi. Organizace byla opět v rukou Erwina Gitta. Tým měl pokoje v hotelu Lev v Lublani. Začínalo se záběry ve westernovém městečku Stožice, které však jinde ve Vinnetou, část 3 představovalo město Clinton a nyní se jmenovalo Mason City.
Z důvodu špatného počasí se předčasně přesunuli do jeskyně Županova Jama/Taborská Jama u Grosuplje. Tam se všechny scény odehrávaly v Labyrintu smrti, kterému vládl „generál“. Poté se tým přesunul do Rijeky, kde se na planině Grobnik Polje natáčely scény s jízdou na koni.
Třetí lokací byla Crvena Luka nedaleko Zadaru. Zde, poblíž Benkovac na železniční trati vedoucí do Želeva, se v kaňonu dlouhém jen asi sto metrů odehrálo přepadení vlaku. Byla použita stejná lokomotiva jako ve filmu Vinnetou 1. díl. Aby byl umožněn hladký průjezd Jugoslávských státních drah, byl západní vlak odstaven na speciálně vybudované odbočce. Šime Jagarinec, který dříve ztvárnil náčelníkova syna Tou-Wana a nyní hrál banditu, utrpěl při skoku ze střechy vozu trojitou zlomeninu kotníku, proto se jeho sádrová noha do filmu nedostala.
Na Bokanjaku nechal architekt Vladimír Tadej postavit farmu Mac Hara. Setkání mezi Vinnetouem a Old Surehandem se odehrálo na Zrmanji. Pozorní diváci v kině poznali, kde se ve filmech o Vinnetouovi nachází apačské pueblo. Několik záběrů bylo pořízeno také v Tulove Grede, "Nugget Tsil" z filmu "Vinnetou Part 1". Dne 3. října 1965 narazil malý nákladní automobil silničního oddělení do autobusu s jugoslávskými statisty, který se zřítil do příkopu. Tým utrpěl jednu oběť a 15 zranění.
Čtvrtá základna byla zřízena v Splitu v hotelu Marijan. V cementárně v Solinu postavil Tadej zchátralou poštu. Nedaleká vesnice Jicarillo z filmu Vinnetou Part 3 byla přeměněna na tábor Komančů. Na druhé straně Splitu v Radmanových mlýnech u Omiše bylo natočeno indiánské přepadení Tobyho a Judity. Natáčení bylo dokončeno 27. října 1965.
Film byl stříhán v CCC, v jehož ateliérech probíhaly od 22. do 26. listopadu také dabingové práce. Hudební nahrávky následovaly od 30. listopadu do 1. prosince ve studiích berlínské společnosti Union-Film.
Premiéra se konala 14. prosince 1965 v Mathäser-Filmpalast v Mnichově. Celkem bylo ve Spolkové republice prodáno přes 2,5 milionu vstupenek.
Vydána byla i anglicky dabovaná verze filmu pod názvem "Flaming Frontier".